# Virga (pneuma)
La virga (en català vareta o pal) és un dels tipus de neuma pertanyent als neumes bàsics o senzills. Els neumes senzills poden representar una, dues o tres notes, la virga, al igual que el punctum, representa una sola nota. Indica que la nota següent puja (més aguda) en comparació amb la nota precedent. També podia ser interpretada també amb un valor rítmic, indicant una accentuació.

## Origen
El símbol de la virga prové dels inicis de la notació neumàtica on només es marcava si la melodia pujava "/" o baixava "\". El símbol per indicar que la melodia baixava (punctum) va evolucionar al traç horitzontal i després, a la notació quadrada, al punt, la virga, en canvi, va mantenir el seu disseny, menys a la notació quadrada que es representa amb un punt i una cua en vertical.